# Casalnuovo di Napoli
Casalnuovo di Napoli község (comune) Olaszország Campania régiójában, Nápoly megyében.

## Fekvése
Nápolytól 9 km-rel északkeletre fekszik. Határai: Acerra, Afragola, Casoria, Pollena Trocchia, Pomigliano d’Arco, Sant’Anastasia és Volla.

## Története
A középkor során Afragolához tartozó kis település volt. 1484-ben II. Ferdinánd nápolyi király tulajdonába került át, aki azonnal a Nápolyi főegyházmegyének rendelte alá Casalnuovo név alatt. Joachim Murat területrendezési reformjainak követően, a 19. század elején Afragolához csatolták számos környékbeli településsel egyetemben. 1929-ben vált önálló községgé.

## Népessége
A népesség számának alakulása:

## Főbb látnivalói
- Palazzo Berlingieri
- Palazzo Salerno-Lancellotti di Durazzo
- Villa Marra
- Santa Maria delle Grazie-templom
- Santa Maria dell'Arcora-templom
- San Nicola di Bari-templom
- San Giacomo Maggiore-templom
- Santa Maria ad Nives-templom,
- San Giovanni Evangelista-templom
- San Giuseppe-templom